# Brezovica (gmina Trstenik)
Brezovica (cyr. Брезовица) – wieś w Serbii, w okręgu rasińskim, w gminie Trstenik. W 2011 roku liczyła 569 mieszkańców.